# Le Pas (circonscription électorale)
Pour les articles homonymes, voir Le Pas.
Circonscription électorale provinciale du Canada
Le Pas (The Pas en anglais) est une ancienne circonscription électorale provinciale du Manitoba (Canada). Créée en 1912, elle est redistribuée parmi les circonscriptions de Flin Flon, Keewatinook et Le Pas-Kameesak lors de la redécoupage de 2018.

## Liste des députés
| Le Pas | Le Pas             | Le Pas                    | Le Pas      | Le Pas      | Le Pas |
| Nom    | Nom                | Parti                     | Mandat      | Législature |        |
| ------ | ------------------ | ------------------------- | ----------- | ----------- | ------ |
|        | Robert Orok        | Conservateur              | 1912 - 1914 | 13e         |        |
|        | Robert Orok        | Conservateur              | 1914 - 1915 | 14e         |        |
|        | Edward Brown       | Libéral                   | 1915 - 1920 | 15e         |        |
|        | Edward Brown       | Libéral                   | 1920 - 1922 | 16e         |        |
|        | John Bracken       | Progressiste              | 1922 - 1927 | 17e         |        |
|        | John Bracken       | Progressiste              | 1927 - 1932 | 18e         |        |
|        | John Bracken       | Libéral-progressiste      | 1932 - 1936 | 19e         |        |
|        | John Bracken       | Libéral-progressiste      | 1936 - 1941 | 20e         |        |
|        | John Bracken       | Libéral-progressiste      | 1941 - 1943 | 21e         |        |
|        | Beresford Richards | Co-operative Commonwealth | 1943 - 1945 | 21e         |        |
|        | Beresford Richards | CCF indépendant           | 1945 - 1945 | 21e         |        |
|        | Beresford Richards | Co-operative Commonwealth | 1945 - 1949 | 22e         |        |
|        | Beresford Richards | CCF indépendant           | 1949 - 1949 | 22e         |        |
|        | Francis Bud Jobin  | Libéral-progressiste      | 1949 - 1953 | 23e         |        |
|        | Francis Bud Jobin  | Libéral-progressiste      | 1953 - 1958 | 24e         |        |
|        | John Carroll       | Progressiste-conservateur | 1958 - 1959 | 25e         |        |
|        | John Carroll       | Progressiste-conservateur | 1959 - 1962 | 26e         |        |
|        | John Carroll       | Progressiste-conservateur | 1962 - 1966 | 27e         |        |
|        | John Carroll       | Progressiste-conservateur | 1966 - 1969 | 28e         |        |
|        | Ron McBryde        | Néo-démocrate             | 1969 - 1973 | 29e         |        |
|        | Ron McBryde        | Néo-démocrate             | 1973 - 1977 | 30e         |        |
|        | Harry Harapiak     | Néo-démocrate             | 1977 - 1981 | 31e         |        |
|        | Harry Harapiak     | Néo-démocrate             | 1981 - 1986 | 32e         |        |
|        | Harry Harapiak     | Néo-démocrate             | 1986 - 1988 | 33e         |        |
|        | Harry Harapiak     | Néo-démocrate             | 1988 - 1990 | 34e         |        |
|        | Oscar Lathlin      | Néo-démocrate             | 1990 - 1995 | 35e         |        |
|        | Oscar Lathlin      | Néo-démocrate             | 1995 - 1999 | 36e         |        |
|        | Oscar Lathlin      | Néo-démocrate             | 1999 - 2003 | 37e         |        |
|        | Oscar Lathlin      | Néo-démocrate             | 2003 - 2007 | 38e         |        |
|        | Oscar Lathlin      | Néo-démocrate             | 2007 - 2008 | 39e         |        |
|        | Frank Whitehead    | Néo-démocrate             | 2009 - 2011 | 39e         |        |
|        | Frank Whitehead    | Néo-démocrate             | 2011 - 2014 | 40e         |        |
|        | Amanda Lathlin     | Néo-démocrate             | 2014 - 2016 | 40e         |        |
|        | Amanda Lathlin     | Néo-démocrate             | 2016 - 2019 | 41e         |        |